# كارل إيكارت
كارل إيكارت (بالإنجليزية: Carl Eckart)‏ (و. 1902 – 1973 م) هو فيزيائي، وأستاذ جامعي من الولايات المتحدة الأمريكية . ولد في سانت لويس، ميزوري .
وكان عضواً في الأكاديمية الوطنية للعلوم، والأكاديمية الأمريكية للفنون والعلوم .
توفي في لاهويا ، عن عمر يناهز 71 عاماً.

## التعليم
تعلم في جامعة واشنطن في سانت لويس

## جوائز
حصل على جوائز منها:
- Alexander Agassiz Medal (1966)
- زمالة غوغنهايم.